# Ferdinand Philippe Carré
Ferdinand Philippe Edouard Carré (Moislains, 11 marzo 1824 – Pommeuse, 11 gennaio 1900) è stato un ingegnere francese.

## Biografia
Ferdinand Philippe Edouard Carré era un ingegnere francese, nato a Moislains, nel dipartimento della Somme, nel 1824 e morto nel 1900. Oltre ad una macchina elettrostatica, propose alcune apparecchiature frigorifere per produrre il ghiaccio artificialmente. Fu fra i pionieri dell'utilizzazione di refrigeratori per il trasporto e la conservazione di derrate alimentari.
È conosciuto per essere stato l'inventore di apparecchi frigoriferi per la produzione di ghiaccio e per i suoi lavori nel campo dell'elettricità che lo portarono a ideare un regolatore dell'intensità della luce elettrica e una macchina ad influenza che porta il suo nome. L'invenzione principale di Carré è stata il frigorifero ad assorbimento di gas fatta nel 1858: questo apparecchio usava l'acqua come assorbente e l'ammoniaca come refrigerante. Il procedimento di refrigerazione ad assorbimento a due fluidi e due livelli di pressione ha preso il nome di ciclo di Carré.